# 21e étape du Tour d'Italie 2014
Pour un article plus général, voir Tour d'Italie 2014.
La 21e étape du Tour d'Italie 2014 s'est déroulée le dimanche 1er juin 2014. Pour cette dernière étape, le départ se situe à Gemona del Friuli et son arrive à Trieste après 172 km. À l'instar de la traditionnelle dernière étape du Tour de France, elle se termine par un parcours urbain en forme de boucle. L'arrivée finale est jugée après le neuvième passage sur la ligne, qui met un terme aux trois semaines de compétition et 3 452,7 km parcourus.

## Résultats

### Classement de l'étape
|    | Coureur            | Pays       | Équipe                  |    | Temps           |
| -- | ------------------ | ---------- | ----------------------- | -- | --------------- |
| 1  | Luka Mezgec        | Slovénie   | Giant-Shimano           | en | 4 h 23 min 58 s |
| 2  | Giacomo Nizzolo    | Italie     | Trek Factory Racing     |    | m.t             |
| 3  | Tyler Farrar       | États-Unis | Garmin-Sharp            |    | m.t             |
| 4  | Nacer Bouhanni     | France     | FDJ.fr                  |    | m.t             |
| 5  | Roberto Ferrari    | Italie     | Lampre-Merida           |    | m.t             |
| 6  | Leonardo Duque     | Colombie   | Colombia                |    | m.t             |
| 7  | Luca Paolini       | Italie     | Katusha                 |    | m.t             |
| 8  | Tosh Van der Sande | Belgique   | Lotto-Belisol           |    | m.t             |
| 9  | Borut Božič        | Slovénie   | Astana                  |    | m.t             |
| 10 | Iljo Keisse        | Belgique   | Omega Pharma-Quick Step |    | m.t             |

### Points attribués
|    | Cycliste        | Pays      | Équipe              | Points |
| -- | --------------- | --------- | ------------------- | ------ |
| 1  | Lars Ytting Bak | Danemark  | Lotto-Belisol       | 20     |
| 2  | Svein Tuft      | Canada    | Orica-GreenEDGE     | 16     |
| 3  | Nacer Bouhanni  | France    | FDJ.fr              | 12     |
| 4  | Murilo Fischer  | Brésil    | FDJ.fr              | 9      |
| 5  | Michel Koch     | Allemagne | Cannondale          | 7      |
| 6  | Moreno Moser    | Italie    | Cannondale          | 6      |
| 7  | Nathan Haas     | Australie | Garmin-Sharp        | 4      |
| 8  | Ivan Basso      | Italie    | Cannondale          | 3      |
| 9  | Riccardo Zoidl  | Autriche  | Trek Factory Racing | 2      |
| 10 | Bernhard Eisel  | Autriche  | Sky                 | 1      |

|    | Cycliste           | Pays        | Équipe                  | Points |
| -- | ------------------ | ----------- | ----------------------- | ------ |
| 1  | Luka Mezgec        | Slovénie    | Giant-Shimano           | 50     |
| 2  | Giacomo Nizzolo    | Italie      | Trek Factory Racing     | 40     |
| 3  | Tyler Farrar       | États-Unis  | Garmin-Sharp            | 34     |
| 4  | Nacer Bouhanni     | France      | FDJ.fr                  | 28     |
| 5  | Roberto Ferrari    | Italie      | Lampre-Merida           | 25     |
| 6  | Leonardo Duque     | Colombie    | Colombia                | 22     |
| 7  | Luca Paolini       | Italie      | Katusha                 | 20     |
| 8  | Tosh Van der Sande | Belgique    | Lotto-Belisol           | 18     |
| 9  | Borut Božič        | Slovénie    | Astana                  | 16     |
| 10 | Iljo Keisse        | Belgique    | Omega Pharma-Quick Step | 14     |
| 11 | Enrico Battaglin   | Italie      | Bardiani CSF            | 12     |
| 12 | Matteo Montaguti   | Italie      | AG2R La Mondiale        | 10     |
| 13 | Sonny Colbrelli    | Italie      | Bardiani CSF            | 8      |
| 14 | Marco Canola       | Italie      | Bardiani CSF            | 7      |
| 15 | Georg Preidler     | Autriche    | Giant-Shimano           | 6      |
| 16 | Ben Swift          | Royaume-Uni | Sky                     | 5      |
| 17 | Jos van Emden      | Pays-Bas    | Belkin                  | 4      |
| 18 | Alexis Vuillermoz  | France      | AG2R La Mondiale        | 3      |
| 19 | Patrick Gretsch    | Allemagne   | AG2R La Mondiale        | 2      |
| 20 | Elia Viviani       | Italie      | Cannondale              | 1      |

### Cols et côtes
- Col du Monte Croce, 4e catégorie (km 21,7)

|   | Cycliste           | Pays     | Équipe          | Points |
| - | ------------------ | -------- | --------------- | ------ |
| 1 | Maarten Tjallingii | Pays-Bas | Belkin          | 3      |
| 2 | Svein Tuft         | Canada   | Orica-GreenEDGE | 2      |
| 3 | José Herrada       | Espagne  | Movistar        | 1      |

## Classements à l'issue de l'étape / Classements finals du Tour d'Italie

### Classement général
|    | Cycliste           | Pays      | Équipe                  |    | Temps            |
| -- | ------------------ | --------- | ----------------------- | -- | ---------------- |
| 1  | Nairo Quintana     | Colombie  | Movistar                | en | 88 h 14 min 32 s |
| 2  | Rigoberto Urán     | Colombie  | Omega Pharma-Quick Step | +  | 2 min 58 s       |
| 3  | Fabio Aru          | Italie    | Astana                  |    | 4 min 04 s       |
| 4  | Pierre Rolland     | France    | Europcar                |    | 5 min 46 s       |
| 5  | Domenico Pozzovivo | Italie    | AG2R La Mondiale        |    | 6 min 32 s       |
| 6  | Rafał Majka        | Pologne   | Tinkoff-Saxo            |    | 7 min 04 s       |
| 7  | Wilco Kelderman    | Pays-Bas  | Belkin                  |    | 11 min 00 s      |
| 8  | Cadel Evans        | Australie | BMC Racing              |    | 11 min 51 s      |
| 9  | Ryder Hesjedal     | Canada    | Garmin-Sharp            |    | 13 min 35 s      |
| 10 | Robert Kišerlovski | Croatie   | Trek Factory Racing     |    | 15 min 49 s      |

### Classement par points
|   | Cycliste        | Pays   | Équipe              | Points |
| - | --------------- | ------ | ------------------- | ------ |
| 1 | Nacer Bouhanni  | France | FDJ.fr              | 291    |
| 2 | Giacomo Nizzolo | Italie | Trek Factory Racing | 265    |
| 3 | Roberto Ferrari | Italie | Lampre-Merida       | 186    |

### Classement du meilleur grimpeur
|   | Cycliste         | Pays     | Équipe              | Points |
| - | ---------------- | -------- | ------------------- | ------ |
| 1 | Julián Arredondo | Colombie | Trek Factory Racing | 173    |
| 2 | Dario Cataldo    | Italie   | Sky                 | 132    |
| 3 | Nairo Quintana   | Colombie | Movistar            | 88     |

### Classement du meilleur jeune
|   | Cycliste       | Pays     | Équipe       |    | Temps            |
| - | -------------- | -------- | ------------ | -- | ---------------- |
| 1 | Nairo Quintana | Colombie | Movistar     | en | 88 h 14 min 32 s |
| 2 | Fabio Aru      | Italie   | Astana       | +  | 4 min 04 s       |
| 3 | Rafał Majka    | Pologne  | Tinkoff-Saxo |    | 7 min 04 s       |

### Classements par équipes

#### Classement aux temps
|   | Équipe                  | Pays     |    | Temps             |
| - | ----------------------- | -------- | -- | ----------------- |
| 1 | AG2R La Mondiale        | France   | en | 264 h 30 min 55 s |
| 2 | Omega Pharma-Quick Step | Belgique | +  | 19 min 32 s       |
| 3 | Tinkoff-Saxo            | Russie   |    | 27 min 12 s       |

#### Classement aux points
|   | Équipe                  | Pays       | Points |
| - | ----------------------- | ---------- | ------ |
| 1 | Omega Pharma-Quick Step | Belgique   | 327    |
| 2 | Bardiani CSF            | Italie     | 303    |
| 3 | Trek Factory Racing     | États-Unis | 294    |

### Autres classements
|   | Cycliste           | Pays     | Équipe                       | Points |
| - | ------------------ | -------- | ---------------------------- | ------ |
| 1 | Marco Bandiera     | Italie   | Androni Giocattoli-Venezuela | 32     |
| 2 | Andrea Fedi        | Italie   | Neri Sottoli                 | 26     |
| 3 | Maarten Tjallingii | Pays-Bas | Belkin                       | 23     |

|   | Cycliste         | Pays     | Équipe              | Points |
| - | ---------------- | -------- | ------------------- | ------ |
| 1 | Julián Arredondo | Colombie | Trek Factory Racing | 37     |
| 2 | Nacer Bouhanni   | France   | FDJ.fr              | 34     |
| 3 | Tim Wellens      | Belgique | Lotto-Belisol       | 33     |

|   | Cycliste        | Pays     | Équipe              | Points |
| - | --------------- | -------- | ------------------- | ------ |
| 1 | Nacer Bouhanni  | France   | FDJ.fr              | 14     |
| 2 | Nairo Quintana  | Colombie | Movistar            | 9      |
| 3 | Giacomo Nizzolo | Italie   | Trek Factory Racing | 9      |

|   | Cycliste           | Pays     | Équipe                       | Points |
| - | ------------------ | -------- | ---------------------------- | ------ |
| 1 | Andrea Fedi        | Italie   | Neri Sottoli                 | 608    |
| 2 | Marco Bandiera     | Italie   | Androni Giocattoli-Venezuela | 504    |
| 3 | Maarten Tjallingii | Pays-Bas | Belkin                       | 430    |

| \| \| Cycliste \| Pays \| Équipe \| Points \| \| - \| ---------------- \| ------ \| ------------ \| ------ \| \| 1 \| Enrico Battaglin \| Italie \| Bardiani CSF \| 16 \| \| 2 \| Nacer Bouhanni \| France \| FDJ.fr \| 14 \| \| 3 \| Fabio Aru \| Italie \| Astana \| 13 \| |                  |        |              |        |
| | Cycliste         | Pays   | Équipe       | Points |
| 1 | Enrico Battaglin | Italie | Bardiani CSF | 16     |
| 2 | Nacer Bouhanni   | France | FDJ.fr       | 14     |
| 3 | Fabio Aru        | Italie | Astana       | 13     |

## Abandon
Aucun.